# Stomatoporina roberti
Stomatoporina roberti är en mossdjursart som beskrevs av Balavoine 1958. Stomatoporina roberti ingår i släktet Stomatoporina och familjen Stomatoporidae. Inga underarter finns listade i Catalogue of Life.